# Georges Charles Marius Engerrand
Georges Charles Marius Engerrand (Libourne, 11 de agosto de 1877-Ciudad de México, 2 de septiembre de 1961) fue un geólogo y arqueólogo franco-mexicano-estadounidense.

## Biografía
Estudió en la Universidad de Burdeos, obteniendo la licenciatura en geología (1897) y botánica (1898). Como estudiante universitario, fue un Dreyfusard en la controversia sobre la falsa condena del capitán Alfred Dreyfus. En consecuencia, bajo el patrocinio del geógrafo y anarquista francés Élisée Reclus, después de graduarse emigró a Bélgica para evitar el servicio en el ejército francés. En Bélgica, enseñó, hizo investigación de campo y publicó sobre temas geológicos y arqueológicos, incluida la controvertida identificación de "eolitos", o posibles herramientas de piedra primitivas que datan del Pleistoceno.
En 1907, Engerrand se mudó a México, donde continuó su trabajo tanto en arqueología como en geología y se convirtió en ciudadano mexicano en 1908. Fue profesor de prehistoria en el Museo Nacional de Antropología y sucesor de Franz Boas como director de la Escuela Internacional de Arqueología e Historia. Entre muchas contribuciones, jugó un papel clave en el desarrollo de una cronología estratigráfica prehistórica para el Valle de México y en la investigación del arte rupestre en el noroeste de Baja California.
Sin embargo, el clima político durante la Revolución Mexicana fue desfavorable, y en 1917 Engerrand emigró nuevamente a los Estados Unidos. Después de enseñar brevemente en Misisipi, se desempeñó como miembro del departamento de antropología de la Universidad de Texas desde 1920 hasta 1961, produciendo un estudio etnográfico de las comunidades inmigrantes de wendos en Texas.